# Ex libris (album)
 (octobre 2019).
Si vous disposez d'ouvrages ou d'articles de référence ou si vous connaissez des sites web de qualité traitant du thème abordé ici, merci de compléter l'article en donnant les références utiles à sa vérifiabilité et en les liant à la section « Notes et références ».
Pour les articles homonymes, voir Ex-libris.
Albums de Nino Ferrer
La Carmencita 
(1980) Rock n'roll cow-boy 
(1983)
Ex libris est le douzième album studio de Nino Ferrer, paru en 1982 sur le label WEA. 

## Liste des titres
| No  | Titre          | Paroles et musique          | Durée |
| --- | -------------- | --------------------------- | ----- |
| 1.  | Toccatina      | Nino Ferrer                 | 1:37  |
| 2.  | Semiramis      | Nino Ferrer                 | 3:21  |
| 3.  | Riz complet    | Nino Ferrer                 | 2:33  |
| 4.  | Claire         | Nino Ferrer                 | 4:38  |
| 5.  | Un mot qui tue | Nino Ferrer; Pierre Ferrari | 4:40  |
| 6.  | Barberine      | Nino Ferrer                 | 2:53  |
| 7.  | Télé libre     | Nino Ferrer; Alain Lecocq   | 5:02  |
| 8.  | Micky Micky    | Nino Ferrer                 | 3:06  |
| 9.  | Anne           | Nino Ferrer                 | 3:49  |
| 10. | Rondeau        | Nino Ferrer; Pierre Ferrari | 3:57  |

## Crédits
- Chant : Nino Ferrer
- Chœurs : Magali Pietri
- Guitare électrique : Mickey Finn
- Synthétiseur : Bernard Estardy
- Basse : Joël Segura
- Batterie : Alain Lecocq
- Saxophone : Michel Billès

Note sur la pochette : « À la mémoire de mon père Pierre Ferrari avec toute ma tendresse. »
Plusieurs titres de cet album, dans une version arrangée, font partie de la bande originale du film "Litan" de Jean-Pierre Mocky. D'ailleurs, Nino Ferrer y a participé en tant qu'acteur.